# Salviano de Marsella
Salviano de Marsella, en francés Salvien de Marseille (latinizado Salvianus massiliensis), es un autor latinocristiano del siglo V.

## Biografía
Provenía del noreste de la Galia, probablemente de Colonia o de Tréveris, cuya destrucción describe emotivamente en 440, y nació entre los años 400 y 405. Su excelente educación le permitió llegar a ser un retor apreciado y un fino letrado; en fecha desconocida se casó e instaló en el sudeste de la Galia con su mujer Paladia y tuvieron una hija, Auspiciola. Por entonces se convirtió en asceta cristiano junto a su esposa, que era hija de paganos y por ello rompió con sus suegros, Hipatio y Quieta, hasta que Hipatio se convirtió en cristiano y entonces Salviano le escribió una carta conmovedora en su nombre, el de su esposa e hija, rogándole retomar el contacto. Anduvo un tiempo con Honorato de Arlés en 427, justo cuando este fue elegido obispo de Arlés. Hilario, residente también allí, observó que era uno de sus más queridos compañeros. Participó en la educación de Salonio de Ginebra, hijo de su amigo Euquerio de Lyon. Se convirtió en sacerdote en 430 y concluyó su vida en Marsella, donde falleció seguramente después de 470. "Perit ridendo" ("murió riéndose").

## Obra
Aunque Genadio de Marsella, autor de De uiris illustribus, indica que fue prolífico escritor, solo han subsistido de él dos obras y nueve cartas. Estas obras se contienen en el tomo LIII de la Patrología latina de Migne.
La primera, su obra maestra, son ocho libros escritos entre 439 y 451 bajo el título de De gubernatione Dei («El gobierno de Dios») o, mejor, De praesenti iudicio, donde busca explicar la crisis del Imperio romano, en lucha contra los bárbaros, por un "plan universal de Dios" o Providencia que castigaría su decadencia moral, en Galia y África en particular, recompensando así la pureza moral de los bárbaros paganos, quienes, paradójicamente, llegaron a ser el modelo para los romanos cristianos; elogia la castidad de los vándalos, la piedad de los godos y las virtudes de los más rudos francos y sajones, así como ensalza también a otras tribus a las que, a pesar de ser herejes arrianas o no creyentes, Dios otorga la recompensa del Imperio (VII, 9, II, 21). Resulta extraño que Salviano no muestre odio alguno contra la heterodoxia de los bárbaros, como será común en la Galia setenta años después. 
Tal opinión se construye en oposición radical a La ciudad de Dios de San Agustín quizá por la estrecha relación que tenían entonces los cristianos provenzales, desde San Honorato a Juan Casiano, con el Patriarca de Constantinopla. 
La segunda es el tratado Ad Ecclesiam contra avaritiam o Libro de Timoteo a la Iglesia contra la avaricia, donde denuncia la avaricia y la lujuria de los cristianos y la organización económica de la ciudad. Invita a los fieles a legar sus bienes a la Iglesia y se muestra casi como un socialista del siglo V después de Cristo.
Por último han llegado a nosotros nueve Cartas que aportan informaciones de orden biográfico, especialmente sobre sus amistades.
El Ad Ecclesiam apareció impreso por primera vez en Basilea, 1528; también el De gubernatione Dei se imprimió en la misma ciudad, en 1530. Aparecieron juntos en libro en París, 1575. Desde entonces se han sucedido diversas ediciones más o menos corregidas hasta llegar a la de Migne.

### Ediciones
Además de la ya mencionada edición de la Patrologia latina, se cuenta ya con rigurosas ediciones críticas de los escritos de Salviano:
- Salvian, De gubernatione Dei, ed. F. Pauly (Corpus Scriptorum Ecclesiasticorum Latinorum, 8), Vienne 1883 (reproducción digital en archive.org
- SALVIEN DE MARSEILLE, Œuvres, vol. 1, éd. LAGARRIGUE (I.), coll. Sources Chrétiennes n°176, Editions du Cerf, Paris, 1971.
- SALVIEN DE MARSEILLE, Œuvres, vol. 2, éd. LAGARRIGUE (I.), coll. Sources Chrétiennes n°220, Editions du Cerf, Paris, 1975.

### Estudios sobre el autor
- BARMANN (L. F.), « Salvian of Marseilles Re-evaluated », Revue de l'Université d'Ottawa, 33, 1963, p. 79-97.
- FAVEZ (Ch.), « La Gaule et les Gallo-Romains lors des invasions du Ve siècle d'après Salvien », Latomus, 16, 1957, p. 77-83.
- THOUVENOT (R.), « Salvien et la ruine de l'Empire Romain », Mélanges d'archéologie et d'histoire de l'Ecole française de Rome, 38, 1920, p. 145-163.

## Videografía
- El golpe final al orden romano en Europa